# 中信金融管理学院
中信金融管理学院（CTBC Business School）は、台湾台南市にある私立学院。運営母体の中国信託フィナンシャルホールディングスは、銀行・生命保険会社・証券会社・宝くじ等を傘下に有する台湾の最大手金融グループであり、中核の中国信託商業銀行は、台湾のみならず、中国、ＡＳＥＡＮをはじめ海外 14 ヶ国に 100 超の拠点を有し、グローバルに金融サービスを提供している。2017年中信金融管理学院は、台湾有力ビスネス・キャリア雑誌「Cheers雑誌」に、知名度、ブランドイメージ、実績において高く評価され、台湾の大学TOP20に入選した。

## 歴史
| 年     | 月日 | 事跡                                                                             |
| ------ | ---- | -------------------------------------------------------------------------------- |
| 2000年 | 8月  | 興国管理学院が開校                                                               |
| 2015年 | 1月  | 中国信託(HD)が中信学校財団法人設立                                               |
| 2015年 | 4月  | 中信金融管理学院と命名。 財務金融学科、財経法律学科、企業管理学科開設            |
| 2016年 | 7月  | 金融管理学科、人工知能学科開設                                                   |
| 2018年 | 5月  | ペンシルベニア大学ウォートン校と提携し、協定校として学生を派遣                   |
| 2019年 | 6月  | 科技金融研究科設置                                                               |
| 2020年 | 3月  | 奨学金提供において、国立台湾大学に次ぐ第2位                                      |
| 2022年 | 9月  | メタバース キャンパスが完成                                                      |
| 2023年 | 7月  | スポーツ産業管理学士学位プログラム開設                                           |
| 2023年 | 8月  | 地域総合商社みらいおきなわと提携し、返済不要の奨学金プログラムを困窮高卒生に提供 |

## 組織
- 企業管理学科
- 財務金融学科
- 財経法律学科
- 人工知能学科
- 科技金融研究科
- 金融管理研究科
- 法律研究科
- 教養課程センター
- 研究センター
- 国際認証センター
- 推広教育センター
- 人財育成センター

## 教員
梅原克彦

## アクセス
台南站より台南市公車７號にて約45分。